# Habenaria lastelleana
Habenaria lastelleana är en orkidéart som beskrevs av Friedrich Fritz Wilhelm Ludwig Kraenzlin. Habenaria lastelleana ingår i släktet Habenaria och familjen orkidéer. Inga underarter finns listade i Catalogue of Life.